# Santa Inés (Burgos)
Santa Inés es un municipio y villa española de la provincia de Burgos, en la comunidad autónoma de Castilla y León. Forma parte del partido judicial de Lerma y de la comarca de Arlanza.

## Geografía
Está ubicado en la ribera del río Arlanza. Cercano a las localidades de Lerma (8,2 km) y Covarrubias (20,5 km).

## Historia
Los primeros datos históricos le sitúan como alfoz de Lerma. Más tarde se incorporó al partido de Candemuñó. Aparece citada en el cartulario del Monasterio de San Pedro de Arlanza en 1062 como "villam sancti genesii". En 1587 se denomina aún de "San Ginés" pero ya en 1591 es nombrada como "Santa Inés de Lerma".
El pueblo es varias veces mencionado en el archivo histórico de la Catedral de Burgos. También es mencionado en el Boletín de la Institución Fernán González en el que hace referencia a un impuesto que pagaba el pueblo junto con otros municipios de la comarca.
Con la llegada de la guerra civil española, los hechos trágicos ocurridos por toda España también hicieron mella en el municipio. Varios vecinos de localidades cercanas así como algunos lugareños, incluido el alcalde, Heliodoro Barbero Urien, fueron asesinados. En agosto de 2006, se desenterró una de las fosas comunes donde se encontraban algunas de estas personas y se hizo un homenaje y enterramiento digno para ellas.

## Demografía
Santa Inés cuenta con una población de 155 habitantes (INE 2024).
| Gráfica de evolución demográfica de Santa Inés entre 1842 y 2021                                                      |
| |
| Población de derecho según los censos de población del INE. Población de hecho según los censos de población del INE. |

## Economía
Santa Inés es una población agraria dedicada sobre todo al cultivo de cereales, viñedos, árboles frutales y hortalizas. Parte de la población también se dedica a la ganadería (ovina principalmente) y cría estabulada.

### Setas de Santa Inés
- El champiñón
- La seta de mango azul
- La crispilla
- La seta de cardo
- La seta de carrerilla
- El níscalo

## Cultura

### Patrimonio
Iglesia de Santa Inés

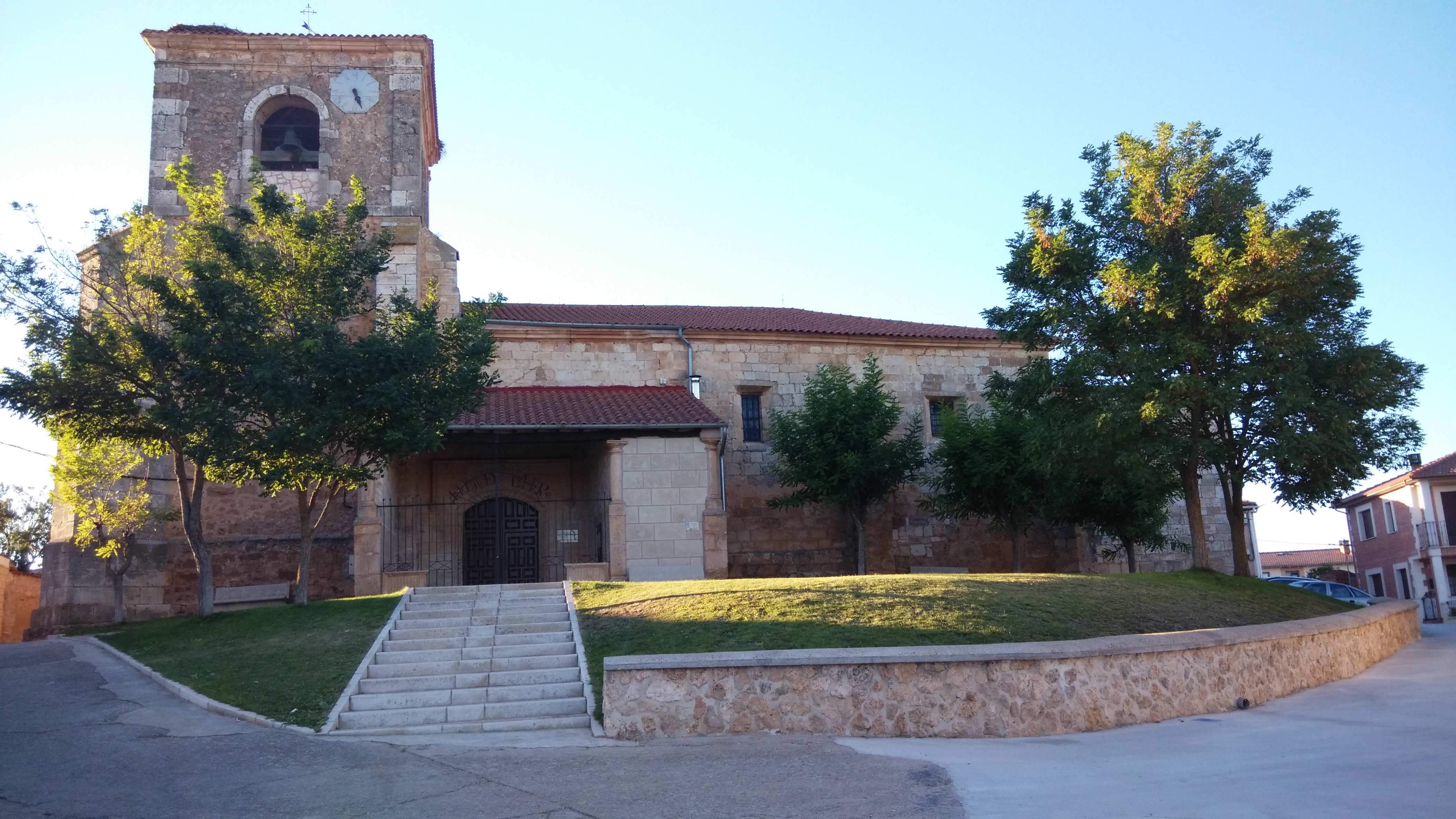
Exterior de la Iglesia

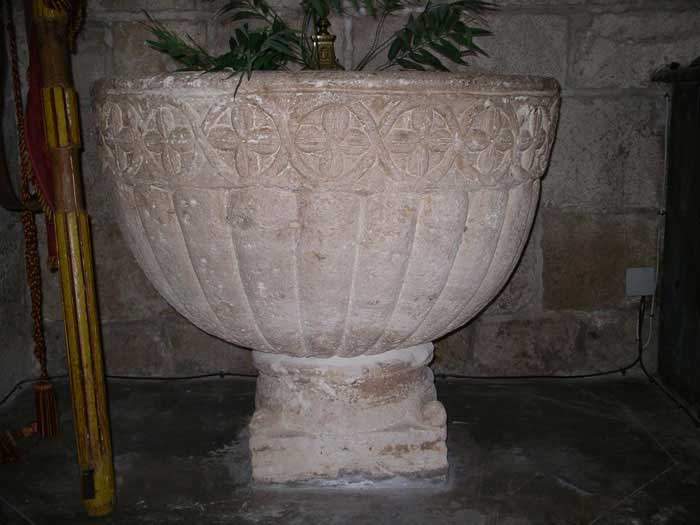
Pila bautismal

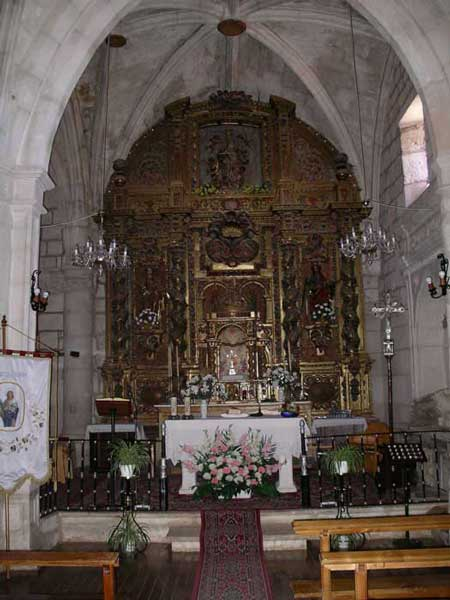
Retablo mayor

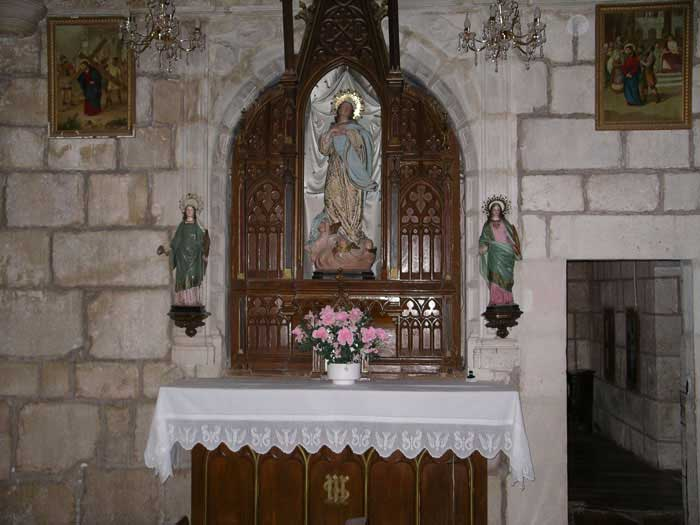
Retablo de Nuestra Señora

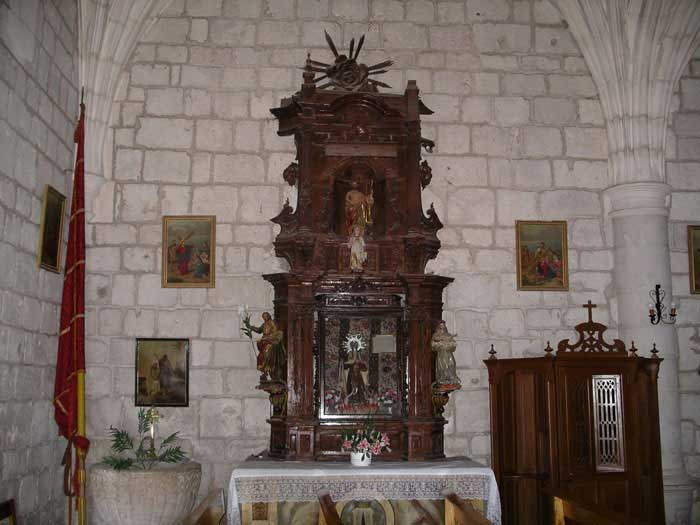
Retablo de Nuestra Señora del Carmen

La iglesia parroquial de Santa Inés está dedicada a los santos San Justo y San Pastor. Está construida con dos naves y una torre, los muros son de sillería y las bóvedas son de crucería, góticas, portada abierta en muro meridional y ábside rectangular. la puerta esta hacia el sur, es un arco de medio punto rebajado, con una moldura exterior, y tiene un pórtico, con un añadido de adobe que limita su belleza natural.
- La pila bautismal: es románica, (110 cm de diámetro por 94 cm de altura), es una copa decorada con un bocel en la embocadura, seguido de una cenefa de cuatripétalas inscritas en círculos y el resto con gallones. el pie consta de molduras consistentes en toros y escocias y la base es cuadrangular.
- El retablo mayor: es de estilo prechurrigueresco. El autor del retablo podría ser Fernando de la Peña, en 1683 empezó su construcción. La talla la hizo Ventura Fernández entre 1685 y 1686 por 800 reales de vellón. El dorado lo hicieron Lucas de la Concha y Toribio García Gutiérrez, desde 1686 a 1689 tal como figura en la inscripción del retablo. Tiene un testero plano con banco, y el cuerpo con columnas salomónicas que dividen al conjunto en tres calles y remate. Las esculturas que hizo De la Peña son las de la Asunción, Santa Inés, y Santa Catalina, puesto que las tallas de San Justo y San Pastor, son del siglo XVII, aprovechadas para este retablo.
- Retablo de Nuestra Señora: es un retablo clasicista de 1630. En el interior tiene una figura de la Virgen que data del siglo XIV. El remate está hecho con un nicho arquitrabado y fondo curvo.
- Retablo de Nuestra Señora del Carmen: es un retablo rococó de 1760. Tiene una vitrina, donde está la Virgen del Carmen, que aparece sacando almas del purgatorio y una talla de Juan Bautista, quizá tallada por Ventura Fernández de 1698.
- Retablos colaterales del Santo Cristo y Nuestra Señora del Rosario: son de 1770, de estilo rococó, y predomina la rocalla como elemento ornamental.
- Retablo desaparecido: en el libro de cuentas de la iglesia, aparece que el arquitecto Marcos López ejecutó un retablo colateral de la iglesia en 1696. El escultor Ventura Fernández hizo dos tallas de Santiago y de San Juan para tal retablo en el año 1698, cobrando por ambas 150 reales. Posteriormente, en 1700, Toribio García Gutiérrez procedió a dorar esta obra. Este retablo desapareció, y parece ser, que la talla de Juan Bautista, fue colocada en el retablo de la Virgen del Carmen.

En los laterales de la iglesia, aparecen los sepulcros de D. Pedro Martín y D. Pedro Ortega, curas beneficiados que fueron de la parroquia e hicieron obras sociales para dotar a las huérfanas pobres del municipio.

### Patrimonio inmaterial
Las más destacadas son:
- Las del 6 de agosto, que se celebran en honor a los santos Justo y Pastor.
- El 21 de enero, Santa Inés.
- El fin de semana siguiente a este último, que se celebra "la ruta del vino".

Se siguen celebrando otras fiestas populares como cantar las marzas y las mayas, o la matanza del cerdo.